# Mervyn Wood
Mervyn Thomas Wood (Kensington, 30 april 1917 - Sydney 19 augustus 2006) was een Australische roeier. 

## Resultaten
- Diamond Challenge Sculls 1948  Skiff
- Olympische Zomerspelen 1948 in Londen:  Skiff
- British Empire Games 1950 in Auckland  Skiff
- British Empire Games 1950 in Auckland  dubbel-twee
- Diamond Challenge Sculls 1952  Skiff
- Olympische Zomerspelen 1952 in Helsinki:  Skiff
- British Empire and Commonwealth Games 1954 in Vancouver  dubbel-twee
- British Empire and Commonwealth Games 1954 in Vancouver  vier-met
- Olympische Zomerspelen 1956 in Melbourne:  dubbel-twee
- British Empire and Commonwealth Games 1958 in Cardiff  dubbel-twee

1900: Hermann Barrelet ·
1904: Frank Greer ·
1908: Harry Blackstaffe ·
1912: William Kinnear ·
1920: John B. Kelly, Sr. ·
1924: Jack Beresford ·
1928: Henry Pearce ·
1932: Henry Pearce ·
1936: Gustav Schäfer ·
1948: Mervyn Wood ·
1952: Joeri Tjoekalov ·
1956: Vjatsjeslav Ivanov ·
1960: Vjatsjeslav Ivanov ·
1964: Vjatsjeslav Ivanov ·
1968: Jan Wienese ·
1972: Joeri Malysjev ·
1976: Pertti Karppinen ·
1980: Pertti Karppinen ·
1984: Pertti Karppinen ·
1988: Thomas Lange ·
1992: Thomas Lange ·
1996: Xeno Müller ·
2000: Robert Waddell ·
2004: Olaf Tufte ·
2008: Olaf Tufte ·
2012: Mahe Drysdale ·
2016: Mahe Drysdale ·
2020: Stefanos Douskos ·
2024: Oliver Zeidler